# جودی ویلیامز (ورزشکار)
جودی آلیشیا ویلیامز (به انگلیسی: Jodie Alicia Williams) (زادهٔ ۲۸ سپتامبر ۱۹۹۳) دوندهٔ سرعت اهل بریتانیا است که تخصص او در دوی ۴۰۰ متر است، هرچند که وی در ابتدای فعالیتش بر روی دوی ۱۰۰ و ۲۰۰ متر تمرکز داشت. او که یک استعداد جوان بود، در سال ۲۰۰۹ قهرمان مسابقات قهرمانی دو و میدانی نوجوانان جهان در ۱۰۰ و ۲۰۰ متر شد، در سال ۲۰۱۰ قهرمان مسابقات قهرمانی دو و میدانی جوانان جهان در ۱۰۰ متر، در سال ۲۰۱۱ قهرمان مسابقات قهرمانی دو و میدانی جوانان اروپا در ۱۰۰ و ۲۰۰ متر، و در سال ۲۰۱۳ قهرمان مسابقات قهرمانی دو و میدانی زیر ۲۳ سال اروپا در ۲۰۰ متر شد.
ویلیامز یک دورهٔ پنج‌سالهٔ شکست‌ناپذیری در ۱۵۱ مسابقهٔ دوی سرعت داشت که از آغاز کار او در دو و میدانی در سال ۲۰۰۵ شروع شد و تا ژوئیهٔ ۲۰۱۰ ادامه یافت، زمانی که او در مسابقهٔ ۲۰۰ متر مسابقات قهرمانی دو و میدانی جوانان جهان به مقام دوم پس از استورمی کندریک دست یافت. ویلیامز دارندهٔ رکورد جوانان بریتانیا در ۶۰ متر، ۱۰۰ متر و ۲۰۰ متر است. در سن شانزده سالگی، او در سال ۲۰۱۰ بالاترین رتبه را در میان زنان بریتانیایی در ۲۰۰ متر داشت.
پس از شروعی دشوار در دوران حرفه‌ای بزرگسالان به دلیل مصدومیت‌ها، ویلیامز در سال ۲۰۱۴ اولین مدال‌های بزرگسالان خود را کسب کرد و نمایندهٔ انگلستان در بازی‌های کشورهای مشترک‌المنافع ۲۰۱۴ بود؛ برنز در ۴ × ۱۰۰ متر امدادی و نقره در ۲۰۰ متر. چند هفته بعد، او مدال نقرهٔ ۲۰۰ متر را در مسابقات قهرمانی اروپا ۲۰۱۴ تکرار کرد و سپس اولین مدال طلای بزرگسالان خود را به عنوان عضوی از تیم امدادی بریتانیا که رکورد بریتانیا را در ۴ × ۱۰۰ متر شکست، به دست آورد. در مسابقات قهرمانی اروپا ۲۰۲۲، او همچنین عضوی از تیم ۴ × ۴۰۰ متر بریتانیا بود که دومین زمان سریع تاریخ (۳:۲۱.۷۴) توسط تیم زنان بریتانیایی را به ثبت رساند.
در سال ۲۰۲۴، در سن ۳۰ سالگی، ویلیامز سرانجام اولین مدال جهانی بزرگسالان خود را کسب کرد، یک مدال برنز المپیک به عنوان عضوی از تیم امدادی ۴ × ۴۰۰ متر زنان بریتانیا که در بازی‌های المپیک تابستانی ۲۰۲۴ مقام سوم را کسب کرد.

## زندگی شخصی
ویلیامز در ولوین گاردن سیتی، هرتفوردشر از پدری انگلیسی به نام ریچارد ویلیامز و مادری انگلیسی از تبار ترینیدادی و سنت وینسنت و گرنادین‌ها به نام کریستین ویلیامز به دنیا آمد. هر دو والدین او دونده‌های سطح شهرستان بودند. ریچارد برای هرتفوردشر می‌دوید، در حالی که کریستین برای ساسکس مسابقه می‌داد. او دو خواهر و برادر نیز دارد، برادر کوچکترش بن و خواهر کوچکترش هانا ویلیامز.
ویلیامز از سن ۱۳ سالگی به‌طور جدی به دو و میدانی پرداخت.
ویلیامز در مدرسه هیث مونت و مدرسه کوئینزوود، هرتفوردشر تحصیل کرد، قبل از اینکه به مدرسه دیم آلیس اوون در پاترزبَر، هرتفوردشر برود.
ویلیامز توسط رئیس سابق فدراسیون دو و میدانی بریتانیا، چارلز ون کومنی به عنوان «ورزشکاری که هر کشور منتظر آن است» توصیف شده است، و همچنین توسط آلیسون فلیکس تحسین شده است که گفته است: «من فکر می‌کنم جودی پتانسیل بالایی دارد. او جوان است، اما هنوز هم می‌تواند به چیزهای زیادی دست یابد».

## خارج از دو و میدانی
ویلیامز در بسیاری از کمپین‌های تبلیغاتی مورد استفاده قرار گرفته است. به‌تازگی، او در نمایشگاه «جاده به ۲۰۱۲: هدف‌های بلند» گالری ملی پرتره در کنار بسیاری از ورزشکاران دیگر شرکت کرد.
ویلیامز دو بار (در سال‌های ۲۰۰۹ و ۲۰۱۰) برای جایزهٔ شخصیت ورزشی جوان سال بی‌بی‌سی ب تام دیلی رقابت کرد و در نهایت نایب قهرمان شده است.

## رکوردهای رقابتی عمده
| سال  | مسابقه                        | محل برگزاری        | مقام                 | رویداد             | توضیحات          |
| ---- | ----------------------------- | ------------------ | -------------------- | ------------------ | ---------------- |
| ۲۰۰۹ | مسابقات قهرمانی نوجوانان جهان | بریکسن، ایتالیا    | اول                  | ۱۰۰ متر            | ۱۱.۳۹            |
| ۲۰۰۹ | مسابقات قهرمانی نوجوانان جهان | بریکسن، ایتالیا    | اول                  | ۲۰۰ متر            | ۲۳.۰۸            |
| ۲۰۱۰ | مسابقات قهرمانی جوانان جهان   | مونکتون، کانادا    | اول                  | ۱۰۰ متر            | ۱۱.۴۰ (-۰.۷ m/s) |
| ۲۰۱۰ | مسابقات قهرمانی جوانان جهان   | مونکتون، کانادا    | دوم                  | ۲۰۰ متر            | ۲۳.۱۹ (-۰.۵ m/s) |
| ۲۰۱۰ | مسابقات قهرمانی جوانان جهان   | مونکتون، کانادا    | —                    | ۴ × ۱۰۰ متر امدادی | به پایان نرسید   |
| ۲۰۱۱ | قهرمانی داخل سالن اروپا       | پاریس، فرانسه      | چهارم                | ۶۰ متر             | ۷.۲۱             |
| ۲۰۱۱ | قهرمانی جوانان اروپا          | تالین، استونی      | اول                  | ۱۰۰ متر            | ۱۱.۱۸            |
| ۲۰۱۱ | قهرمانی جوانان اروپا          | تالین، استونی      | اول                  | ۲۰۰ متر            | ۲۲.۹۴            |
| ۲۰۱۱ | قهرمانی جوانان اروپا          | تالین، استونی      | سوم                  | ۴ × ۱۰۰ متر امدادی | ۴۵.۰۰            |
| ۲۰۱۲ | قهرمانی داخل سالن جهان        | استانبول           | شانزدهم (نیمه نهایی) | ۶۰ متر             | ۷.۳۲             |
| ۲۰۱۳ | قهرمانی زیر ۲۳ سال اروپا      | تامپره، فنلاند     | دوم                  | ۱۰۰ متر            | ۱۱.۴۲ (-۰.۷ m/s) |
| ۲۰۱۳ | قهرمانی زیر ۲۳ سال اروپا      | تامپره، فنلاند     | اول                  | ۲۰۰ متر            | ۲۲.۹۲ (-۰.۵ m/s) |
| ۲۰۱۳ | قهرمانی زیر ۲۳ سال اروپا      | تامپره، فنلاند     | دوم                  | ۴ × ۱۰۰ متر امدادی | ۴۳.۸۳            |
| ۲۰۱۳ | قهرمانی جهان                  | مسکو               | هجدهم (نیمه نهایی)   | ۲۰۰ متر            | ۲۳.۲۱            |
| ۲۰۱۴ | بازی‌های کشورهای مشترک‌المنافع  | گلاسگو، اسکاتلند   | دوم                  | ۲۰۰ متر            | ۲۲.۵۰            |
| ۲۰۱۴ | بازی‌های کشورهای مشترک‌المنافع  | گلاسگو، اسکاتلند   | سوم                  | ۴ × ۱۰۰ متر امدادی | ۴۳.۱۰            |
| ۲۰۱۴ | قهرمانی اروپا                 | زوریخ، سوئیس       | دوم                  | ۲۰۰ متر            | ۲۲.۴۶            |
| ۲۰۱۴ | قهرمانی اروپا                 | زوریخ، سوئیس       | اول                  | ۴ × ۱۰۰ متر امدادی | ۴۲.۲۵ رکورد ملی  |
| ۲۰۱۵ | قهرمانی جهان                  | پکن، چین           | چهارم                | ۴ × ۱۰۰ متر امدادی | ۴۲.۱۰            |
| ۲۰۱۶ | بازی‌های المپیک                | ریو دو ژانیرو      | ۲۲م (نیمه نهایی)     | ۲۰۰ متر            | ۲۲.۹۹            |
| ۲۰۱۸ | قهرمانی اروپا                 | برلین              | سیزدهم (نیمه نهایی)  | ۲۰۰ متر            | ۲۳.۲۸            |
| ۲۰۱۹ | قهرمانی جهان                  | دوحه               | یازدهم (نیمه نهایی)  | ۲۰۰ متر            | ۲۲.۷۸            |
| ۲۰۱۹ | قهرمانی جهان                  | دوحه               | چهارم                | ۴ × ۴۰۰ متر امدادی | ۳:۲۳.۰۲          |
| ۲۰۲۱ | قهرمانی داخل سالن اروپا       | تورون، لهستان      | سوم                  | ۴۰۰ متر            | ۵۱.۷۳            |
| ۲۰۲۱ | بازی‌های المپیک                | توکیو              | ششم                  | ۴۰۰ متر            | ۴۹.۹۷            |
| ۲۰۲۱ | بازی‌های المپیک                | توکیو              | پنجم                 | ۴ × ۴۰۰ متر امدادی | ۳:۲۲.۵۹          |
| ۲۰۲۲ | بازی‌های کشورهای مشترک‌المنافع  | بیرمنگام، بریتانیا | سوم                  | ۴۰۰ متر            | ۵۱.۲۶            |
| ۲۰۲۲ | قهرمانی اروپا                 | مونیخ              | چهارم                | ۲۰۰ متر            | ۲۲.۸۵            |
| ۲۰۲۲ | قهرمانی اروپا                 | مونیخ              | سوم                  | ۴ × ۴۰۰ متر امدادی | ۳:۲۱.۷۴          |